# Lac Samuel-Bédard
Pour les articles homonymes, voir Bédard.
Le lac Samuel-Bédard est plan d’eau douce constituant la source principale de la rivière Brock Nord (bassin versant des rivières Brock, Chibougamau, Waswanipi, Nottaway). Le lac Samuel-Bédard est situé dans Eeyou Istchee Baie-James (municipalité), dans la région administrative du Nord-du-Québec, dans la province de Québec, au Canada.
Ce plan d’eau fait partie de la réserve faunique Assinica. La foresterie constitue la principale activité économique du secteur ; les activités récréotouristiques en second. Les zones environnantes sont propices à la chasse et à la pêche.
Le bassin versant du lac Samuel-Bédard est desservi par quelques routes forestières pour la foresterie et les activités récréotouristiques.
La surface du lac Samuel-Bédard est habituellement gelée de la fin octobre au début mai, toutefois la circulation sécuritaire sur la glace se fait généralement de la mi-novembre à la fin d'avril.

## Géographie
Les principaux bassins versants voisins du lac Samuel-Bédard sont :
- côté nord : lac De Maurès, rivière De Maurès, lac Frotet ;
- côté est : rivière Brock (rivière Chibougamau), lac Brock, lac Franconnet, lac Pointeau, lac Mistassini ;
- côté sud : rivière Brock Nord, rivière Brock (rivière Chibougamau), lac Lemieux, ruisseau Kaakitchatsekaasich ;
- côté ouest : lac Opataca, lac Cachisca, lac Comencho, lac Assinica.

Situé à l’Ouest du lac Mistassini, le lac Samuel-Bédard comporte une superficie de 9,05 km2. Ce lac comporte une longueur de 10,7 km, une largeur maximale de 3,6 km et une altitude de 376 m.
Le lac Samuel-Bédard comporte 36 îles dont la plus grande a une longueur de 0,8 km. Ce lac comporte une baie s’étirant sur 2,3 km vers l’Ouest dans la partie Sud du lac. Le tributaire le plus important de ce lac est situé au Nord-Est drainant une quinzaine de lacs en amont. La partie Nord-Est du lac est situé à 4,1 km à l’Ouest d’un sommet de montagne de 458 km.
L’embouchure du lac Samuel-Bédard est localisée au fond d’une baie au Sud-Ouest du lac, soit à :
- 15,4 km à l’Ouest du lac Mistassini ;
- 36,3 km au Nord-Est de l’embouchure de la rivière Brock Nord (confluence avec la rivière Brock (rivière Chibougamau)) ;
- 60,9 km au Nord-Est de l’embouchure de la rivière Brock (rivière Chibougamau) (confluence avec la rivière Chibougamau ;
- 139,9 km au Nord-Est de l’embouchure de la rivière Chibougamau (confluence avec la rivière Opawica et la rivière Waswanipi) ;
- 193,4 km au Nord-Est de l’embouchure du Lac au Goéland (rivière Waswanipi) ;
- 53,2 km au Nord-Ouest du centre-ville de Chibougamau ;
- 403 km au Nord-Est de la confluence de la rivière Nottaway et de la baie de Rupert[1].

## Toponymie
Ce plan d’eau a jadis été désigné « North Brock Lake ». Le toponyme « Lac Samuel-Bédard » évoque l’œuvre de vie de Samuel Bédard, un producteur agricole (dit cultivateur) de Péribonka chez qui le romancier Louis Hémon a demeuré à l'été 1912. Il n’est pas déraisonnable de croire que Bédard et sa femme, Laura, aient inspiré le père (Samuel) et la mère Chapdelaine dans le célèbre roman Maria Chapdelaine que Louis Hémon acheva à Montréal le printemps suivant.
Le toponyme "lac Samuel-Bédard" a été officialisé le 5 décembre 1968 par la Commission de toponymie du Québec, soit à la création de la commission.